# Consolida persica
Consolida persica és una espècie de plantes amb flors del gènere dels esperons de la família de les ranunculàcies.

## Descripció
Consolida persica és una planta de 10 a 35 cm d'alçada, amb ramificació dividida, estrigulosa a totes les parts, alguns pèls amb punta de glàndula, especialment a la part superior de la tija. Té fulles petites, les inferiors peciolades, amb segments estrets més o menys carnoses. Les seves bràctees fan entre 2 a 8 mm, trifides o senceres, els seus pedicels fan entre 2 a 4 mm a la flor, 5 mm als fruits, bractèoles fins a 3 mm i subulades. Els seus sèpals fan entre 6 a 8 mm, rosats o blancs, de vegades amb tonalitat blava i nervi central verdós, sense urpes, a la part superior ovat-lanceolat, amb esperó ascendent entre 20 a 25 mm de llarg, més o menys de 4 mm d'amplada a la base, els laterals oblongs obovats de 3,5 mm d'amplada, pubescents al nervi central, les inferiors amplament ovats-lanceolats de 4 mm d'amplada, pubescents per tot arreu. Els seus petals són trilobulats d'entre 15 a 20 mm d'ample, lòbul terminal amb dos lòbuls curts, lòbuls laterals arrodonits i filaments glabres. Els seus fol·licles són pilosos de 10 x 2,5 mm, lleugerament comprimits, amb prou feines rugosos. Els seus estil fan 3 mm de llarg. El període de floració és entre els mesos d'abril i maig.

## Distribució i hàbitat
Consolida persica creix al nord-est de l'Anatòlia, Armènia, el sud de Sibèria, Afganistan i Pakistan.

## Taxonomia
Consolida persica va ser descrita per **(DC.) Soó i publicat a ** Oesterreichische Botanische Zeitschrift 71: 241, a l'any 1922.
Consolida persica va ser descrita per (Boiss.) Schroed. i publicat a Abh. Zool-Bot. Ges. Wien. 4(5):17, 162, a l'any 1909. Tamura in Kitam., Fl. Afghan. 123. 1960, Munz in J. Am. Arb. 48:186. 1967, Stewart, Ann. Catalogue Vasc. Pl. W. Pak. & Kashm. 266. 1972, Qureshi & Chaudhri in Pak. syst. 4(1-2):85.1988 (Fig. 11, F. G).
Etimologia
Vegeu:Consolida
persica: epítet llatí que significa "peluda".
Sinonímia